# 杨谨伦
杨谨伦（1973年8月9日—），出生於加州費利蒙，是美国华裔漫画作者。杨谨伦是《美生中国人》以及《义和团和殉教徒》（Boxers and Saints）的作者。杨谨伦也是加利福尼亚州奥克兰奥多德主教中学的資訊科技老师。 他到世界各地的漫畫書會、學校和圖書館，為視覺文學（或稱「圖文小說」）和漫畫演講。2012年，他加入哈姆林大學，成為其中一名兒童及青少年文學寫作的教授。
|

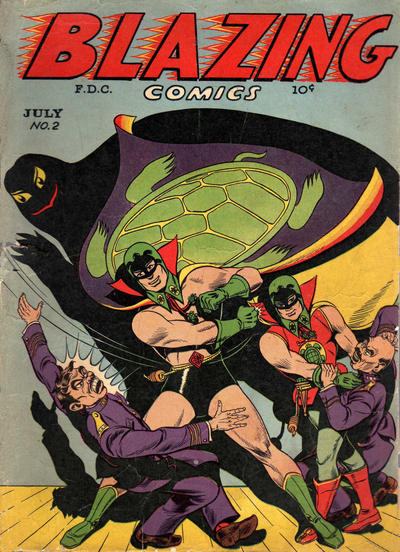
青龜俠

目前最新連載作品為《DC宇宙重生》一環的中國新超人——孔克南。杨也以重新賦予經典角色新生命而聞名，其中包括Chu F. Hing創作的《青龜俠》——一位在第二次世界大戰期間對抗日本侵略中國的英雄——以及漫威漫畫的《尚氣》。

## 生平
其父親是台灣出身的電機工程師，母親是在香港、台灣長大的程序員。